# Santillana del Mar
Santillana del Mar ou, na sua forma portuguesa, Santilhana do Mar é um município da Espanha na comarca Costa Ocidental, província e comunidade autónoma da Cantábria. Tem 28,5 km² de área e em 2021 tinha 4 231 habitantes (densidade: 148,5 hab./km²).
Desde a caverna de Altamira até aos nossos dias, Santillana del Mar conta com um magnífico património, encabeçado pela Colegiada de Santa Juliana [es], jóia do românico a partir da qual surge a configuração urbana desta vila costeira. Tem também numerosas casas e palácios do século XVIII, mandados construir pelos emigrantes que voltaram ricos à sua terra natal. Pertence à rede das Aldeias mais bonitas de Espanha.

## Demografia
| Variação demográfica do município entre 1991 e 2004 | Variação demográfica do município entre 1991 e 2004 | Variação demográfica do município entre 1991 e 2004 | Variação demográfica do município entre 1991 e 2004 |
| --------------------------------------------------- | --------------------------------------------------- | --------------------------------------------------- | --------------------------------------------------- |
| 1991                                                | 1996                                                | 2001                                                | 2004                                                |
| 3823                                                | 3854                                                | 3957                                                | 4006                                                |